# Medicago disciformis
Medicago disciformis är en ärtväxtart som beskrevs av Dc. Medicago disciformis ingår i släktet luserner, och familjen ärtväxter. Inga underarter finns listade i Catalogue of Life.

## Bildgalleri

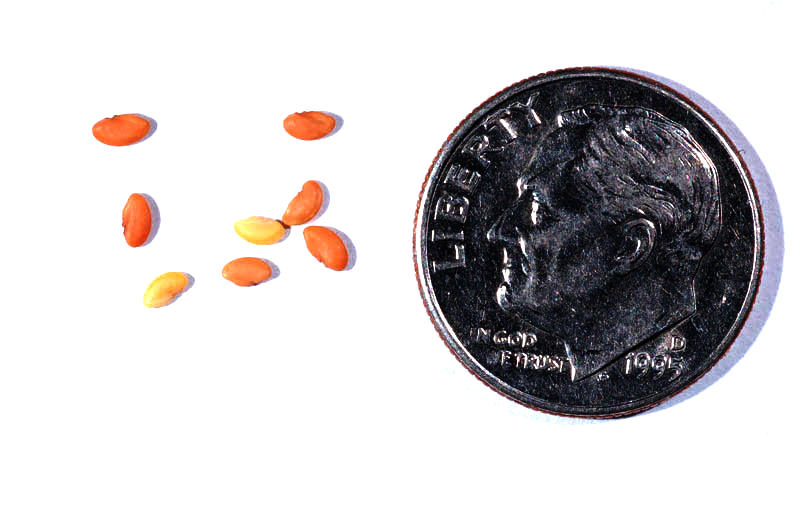
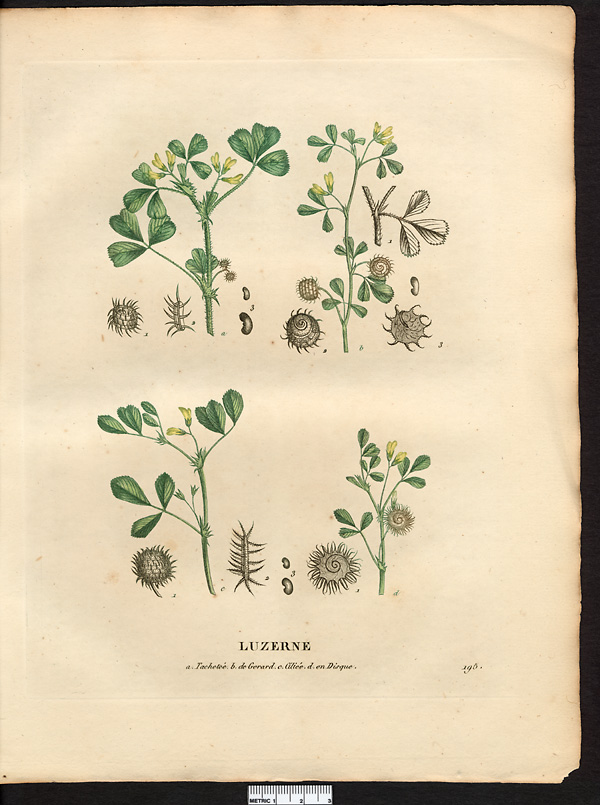
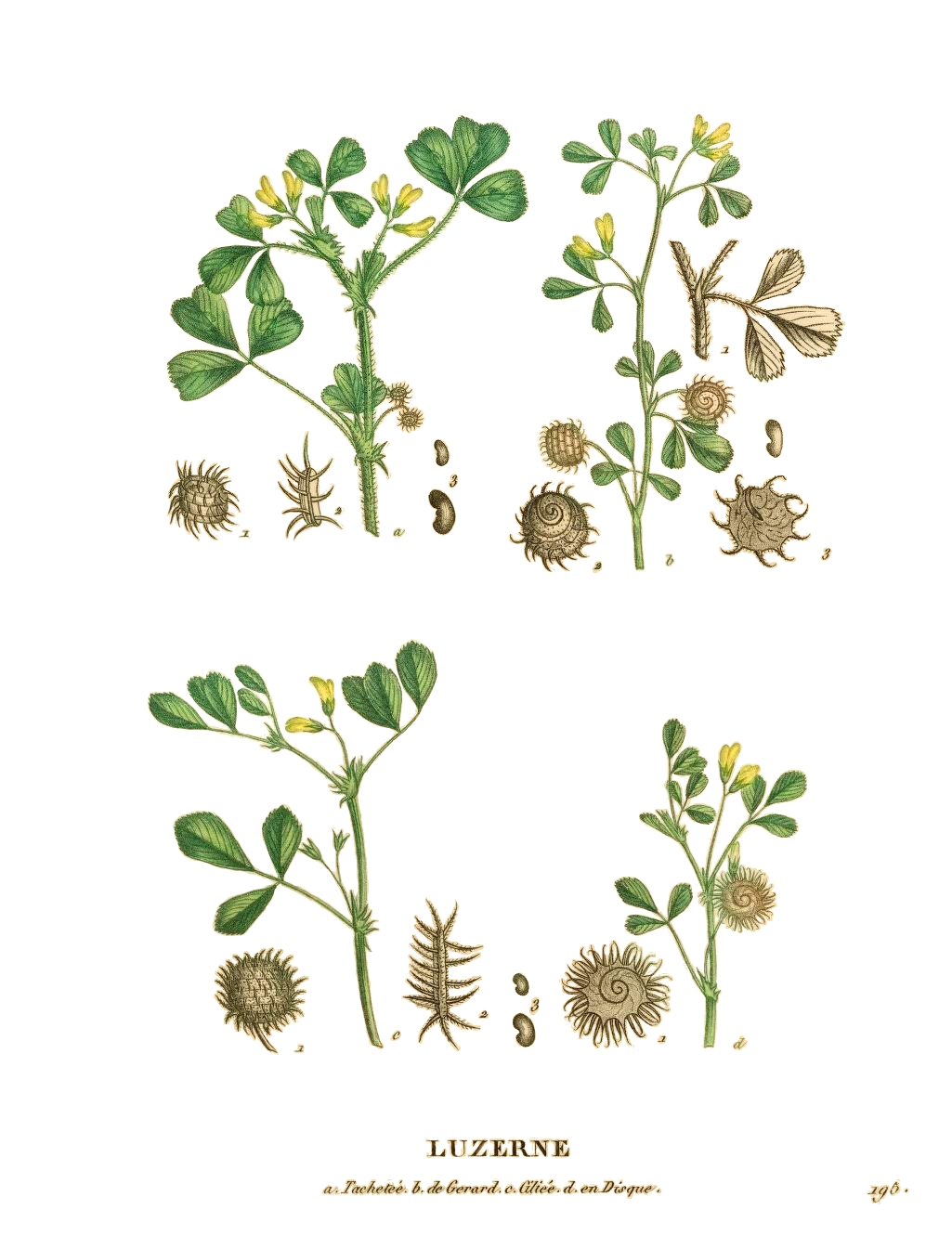
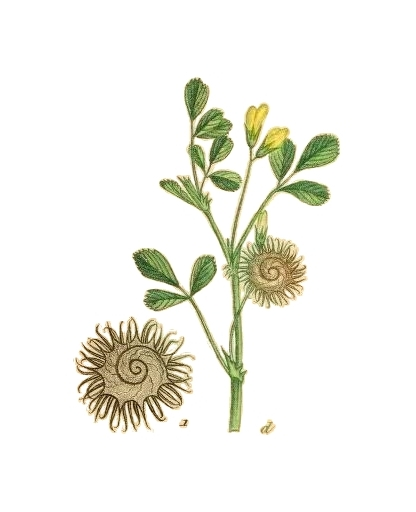
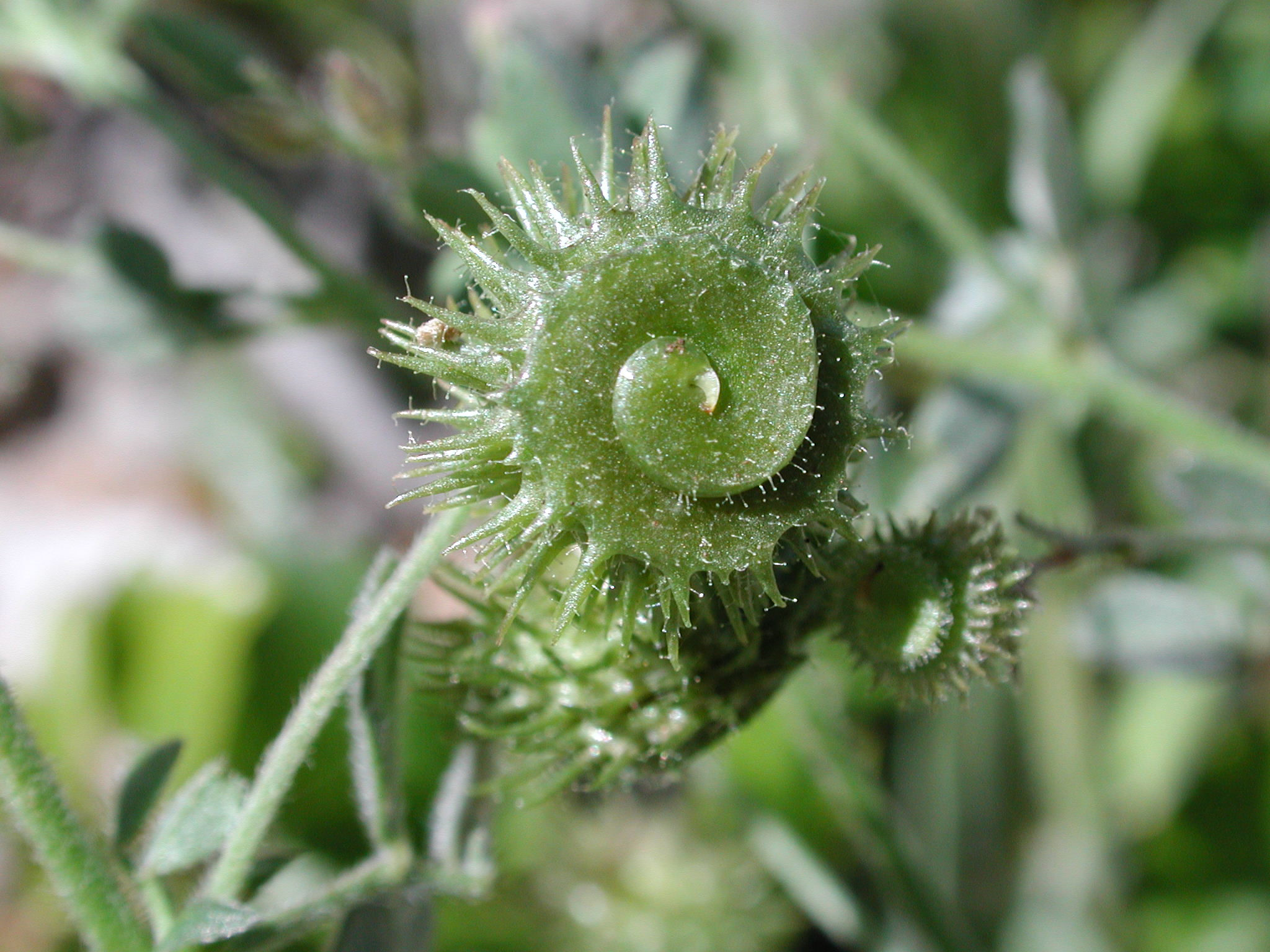